# Acanthocinus
Acanthocinus is een kevergeslacht uit de familie van de boktorren (Cerambycidae). De wetenschappelijke naam van het geslacht werd voor het eerst geldig gepubliceerd in 1821 door Dejean.

Acanthocinus in de Iconographia Zoologica

## Soorten
Acanthocinus omvat de volgende soorten:
- Acanthocinus guttatus (Bates, 1873)
- Acanthocinus aedilis (Linnaeus, 1758)
- Acanthocinus angulosus (Casey, 1913)
- Acanthocinus annamensis Pic, 1925
- Acanthocinus carinulatus (Gebler, 1833)
- Acanthocinus chinensis Breuning, 1978
- Acanthocinus elegans Ganglbauer, 1884
- Acanthocinus griseus (Fabricius, 1793)
- Acanthocinus gundaiensis Kano, 1933
- Acanthocinus henschi Reitter, 1900
- Acanthocinus hispanicus Sama & Schurmann, 1981
- Acanthocinus hutacharerae Makihara, 1986
- Acanthocinus leechi (Dillon, 1956)
- Acanthocinus meyeri Vitali, 2011
- Acanthocinus nodosus (Fabricius, 1775)
- Acanthocinus obliquus (LeConte, 1862)
- Acanthocinus obsoletus (Olivier, 1795)
- Acanthocinus orientalis Ohbayashi, 1939
- Acanthocinus princeps (Walker, 1866)
- Acanthocinus pusillus (Kirby, 1837)
- Acanthocinus reticulatus (Razoumowsky, 1789)
- Acanthocinus sachalinensis Matsushita, 1933
- Acanthocinus sinensis Pic, 1916
- Acanthocinus spectabilis (LeConte, 1854)
- Acanthocinus subsolana Wang, 2003
- Acanthocinus tethys Wang, 2003
- Acanthocinus validus Matsushita, 1936
- Acanthocinus xanthoneurus (Mulsant & Rey, 1852)